# Climax Entertainment
Climax Entertainment war ein japanischer Multimedia-Hersteller mit Sitz in Shinjuku, Tokio. Das Unternehmen wurde im April 1990 mit einem Startkapital von 10 Millionen Yen (damals ca. 106.500 DM) gegründet und konzentrierte sich seitdem hauptsächlich auf die Produktion von Konsolenspielen.
Erste Schritte machte man im Rahmen der 16-Bit-Ära mit bekannten Sega-Klassikern wie Shining Force, Landstalker und Shining Force II, welche jeweils für das Sega Mega Drive (bzw. Genesis) erschienen sind. Mit Dark Savior und Time Stalkers erschuf man später auch Titel für fortgeschrittene Sega-Konsolen wie Saturn und Dreamcast. Weitere Spiele erschienen unter anderem für diverse Nintendo-Systeme.
1994 verließen einige Mitarbeiter die Firma und gründeten in Zusammenarbeit mit Mitgliedern von Telenet Japan die Videospiel-Herstellerfirma Matrix Software, welche unter anderem für die Nintendo-DS-Portierung von Final Fantasy III zuständig war.
Seit 2007 produzierte man überwiegend für Wii und Nintendo DS. Im Jahr 2015 wurde aufgrund finanzieller Schwierigkeiten das Unternehmen geschlossen.

## Produkte
- 1991 – Shining in the Darkness (Mega Drive / Genesis)
- 1992 – Shining Force (Mega Drive / Genesis)
- 1992 – Landstalker – Die Schätze von König Nolo (Mega Drive / Genesis)
- 1993 – Shining Force II (Mega Drive / Genesis)
- 1995 – Ladystalker (SNES)
- 1996 – Dark Savior (Saturn)
- 1997 – Felony 11-79 (PlayStation)
- 1999 – Blue Stinger (Dreamcast)
- 1999 – Time Stalkers (Dreamcast)
- 1999 – Runabout-2 (PlayStation)
- 2000 – Super Runabout (Dreamcast)
- 2000 – Virtua Athlete 2K (Dreamcast)
- 2000 – AirForce Delta (Game Boy Color)
- 2001 – Illbleed (Dreamcast)
- 2001 – Super Runabout San Francisco Edition (Dreamcast)
- 2002 – Runabout 3: Neo Age (PlayStation 2)
- 2002 – Rally Fusion: Race of Champions (PlayStation 2, Xbox)
- 2004 – I Love Baseball (PlayStation 2)
- 2004 – Shining Force (Game Boy Advance)
- 2005 – Key of Heaven (PlayStation Portable)
- 2006 – Sodate! Mushiking (Mobil)
- 2006 – Tenchi no Mon 2: Busouden (PlayStation Portable)
- 2006 – Ore no Dungeon (PlayStation Portable)
- 2007 – Shining in the Darkness (Wii)
- 2007 – Landstalker (Wii)
- 2007 – Vision and Listening to the Brain feels Crossword Heaven (PlayStation Portable)
- 2007 – Dinosaur King (Nintendo DS)
- 2008 – Miburi and Teburi (Wii)
- 2008 – Steal Princess (Nintendo DS)
- 2009 – Hottarake no Shima: Kanata to Nijiiro no Kagami (Nintendo DS)
- 2009 – Element Hunter (Nintendo DS)
- 2013 – Crash City Mayhem (Nintendo 3DS)